# Коллам, Уильям
Уи́льям Ко́ллам (англ. William Collum; род. 18 января 1979, Глазго), более известный как Ви́лли Ко́ллам (англ. Willie Collum) — шотландский футбольный судья.

## Карьера
Коллам судил международные матчи, в том числе финал чемпионата Европы по футболу 2008 среди юношеских команд до 19 лет и матчи Кубка УЕФА; также Коллам является постоянным судьёй шотландской профессиональной футбольной лиги. Первый матч в высшем шотландском дивизионе Коллам отсудил в ноябре 2004 года; первый матч Лиги чемпионов УЕФА — в сентябре 2010 года, матч, в котором «Копенгаген» выиграл в гостях у «Панатинаикоса» 2:0. 11 июня 2012 года было объявлено, что Коллам стал арбитром уровня ФИФА.
24 октября 2010 Коллам впервые судил матч дерби Old Firm — игру между «Селтиком» и «Рейнджерс». Некоторые решения, принятые судьёй, вызвали у болельщиков «кельтов» негодование, и после матча он даже получал письма с угрозами в свой адрес, и в адрес его семьи.
19 декабря 2011 года Коллам был назначен главным арбитром на второе противостояние Old Firm в сезоне. Вопреки ожиданиям, второй матч прошёл без серьёзных инцидентов.
Коллам был назначен главным судьёй на финал Кубка Шотландии сезона 2012/2013 года между «Абердином» и «Селтиком» и Суперкубок УЕФА 2015 между «Барселоной» и «Севильей». Также Вилли Коллам представлял Шотландию на Евро-2016.